# SAP SE
SAP is een wereldwijd opererend bedrijf dat zich specialiseert in bedrijfssoftwareoplossingen voor kleine, middelgrote en internationale ondernemingen.

## Bedrijf
SAP is een van oorsprong Duits softwarehuis, opgericht in 1972 en gevestigd in Walldorf bij Heidelberg. SAP is opgericht door een aantal voormalige IBM-medewerkers.
Het acroniem SAP staat voor Systeme, Anwendungen und Produkte (Systemen, Applicaties en Producten). Oorspronkelijk bij de oprichting van het bedrijf stond het voor SystemAnalyse und Programmentwicklung.
SAP helpt bedrijven met de optimalisatie van bedrijfssoftware. Dit omvat onder meer de toeleveringsketens en bedrijfsprocessen, waardoor ze concurrentieel blijven. In 2010 was het bedrijf gemeten naar de omzet het vierde onafhankelijke softwarebedrijf ter wereld. Voor de levering en gebruik van de software krijgt SAP een vergoeding en verder levert het diensten op maat om de software aan te passen aan specifieke wensen van de gebruiker. In 2023 werd de helft van de inkomsten gerealiseerd door het aanbod van softwarepakketten in de cloud, in dit 2017 was dit nog 16%.
De belangrijkst regio is Europa, Midden-Oosten en Afrika, in 2023 werd hier 45% van de omzet gerealiseerd. Het omzetaandeel van Noord- en Zuid-Amerika was 41%. Daarnaast is Japan nog een belangrijke, maar kleinere, afzetmarkt.
De onderzoek- en ontwikkelingskosten maken een substantieel deel van de totale kosten. In 2023 bedroegen de R&D kosten ruim zes miljard euro oftewel 20% van de omzet. Is een softwarepakket gereed dan is het aantal klanten dat daarvan gebruik kan maken onbeperkt en zijn de kosten voor elke additionele klant relatief klein. De brutowinstmarge op de sofwarepakketten was in 2024 ruim 70%. Op 31 december 2023 werkten er wereldwijd 107.602 voltijdsmedewerkers bij SAP verdeeld over meer dan 130 landen. Een kwart hiervan werkt in Japan en de rest van Azië.
Het bedrijf is beursgenoteerd en maakt deel uit van de Duitse DAX-aandelenindex. De oprichters van het bedrijf hadden per jaarultimo 2023 zo'n 11% van de aandelen SAP in handen.
In 2013 wijzigde SAP AG (Aktiengesellschaft, AG) haar vennootschapsvorm van een Duits bedrijf naar een Europese vennootschap, SAP SE (Societas Europaea, SE).

## Markten
Sinds 2003 heeft SAP voor het SME-segment (MKB-bedrijven/KMO's) twee oplossingen erbij: SAP Business One en SAP Business All-in-One. SAP Business One richt zich op bedrijven met 1 tot 100 werknemers; SAP Business All-in-One vanaf 75 medewerkers. Eind 2007 lanceerde SAP het product SAP Business ByDesign. Deze SaaS-oplossing vult het productenpalet van SAP aan voor het SME-segment en is sinds 2008 ook voor Nederlandse ondernemers beschikbaar.
Een veelgebruikt ERP pakket is SAP R/3 en het nieuwere SAP HANA.

## Trivia
Het bedrijf doet in Duitsland veel aan sponsoring, o.a. van de Duitse profvoetbalclub TSG 1899 Hoffenheim, een informatiecentrum over de opwarming van de Aarde naast het stadion van die club, te Sinsheim, en een golfbaan te St. Leon-Rot.
SAP wordt ook weleens ‘System Against People’ genoemd. Omdat het vaak door zijn enorme omvang nogal traag werkt, staat het onder de eigen consultants en programmeurs bekend als 'Sandläufer Anschau Programm'. Sommigen spreken ook wel van 'Stetts Andere Probleme'.